# El llibre negre (pel·lícula de 1949)
El llibre negre (títols en anglès Reign of Terror i The Black Book) és una pel·lícua dramàtica estatunidenca d'Anthony Mann estrenat el 1949 situat en el temps de la Revolució francesa. Ha estat doblada al català.
Aquesta pel·lícula històrica utilitza la intriga, el tipus dels personatges i les tècniques estilístiques d'una pel·lícula negra, així com l'atmosfera del thriller i nombrosos elements de les pel·lícules de persecució.

## Argument
Revolució Francesa. Època del Terror (1793-1795). Robespierre prepara una llista negra amb els noms dels seus enemics per condemnar-los a la guillotina. Un grup de polítics moderats, encapçalats per Paul de Barras, encarrega a un home el robatori del document i promou una revolta contra el tirà.

## Repartiment
- Robert Cummings: Charles d'Aubigny
- Richard Basehart: Maximilien de Robespierre
- Arlene Dahl: Madelon
- Richard Hart: Paul de Barras
- Arnold Moss: Fouché
- Norman Lloyd: Tallien
- Charles McGraw: sergent
- Beulah Bondi: àvia Blanchard
- Jess Barker: Saint-Just
- Russ Tamblyn: fill gran de Pierre Blanchard
- John Doucette: Pierre Blanchard
- Dan Seymour: hostaler
- Shepperd Strudwick: Napoleó Bonaparte
- Victor Kilian: